# Джуканович, Бранислав
Бранислав Джуканович (серб. Бранислав Ђүкановић/ Branislav Đukanović; 12 января 1959, Титоград, СР Черногория, СФРЮ) — югославский футболист, вратарь, черногорский футбольный тренер.

## Биография
Бранислав Джуканович родился в Титограде, ныне Подгорица. С детства увлекался дворовым футболом, впоследствии увлечение переросло в профессию. Когда Джукановичу было 16, он стал играть за юношеские команды, ему полагалась неплохая стипендия по тем временам. Что было весьма кстати, так как отец Бранислава рано ушёл из жизни и семейный бюджет полностью ложился на плечи матери. Тренеры видели у молодого вратаря потенциал, имея перспективы и добившись определённого материального благополучия, Бранислав уже не видел себя вне футбола.
Бранислав Джуканович женат, две дочери. Младшая окончила университет в Москве, в который поступила в 2004 году, ещё до приезда отца в Россию.

## Карьера футболиста
Профессиональную карьеру начал в «ОФК (Титоград)», ныне ФК «Младост» (Подгорица), выступавшем во второй по силе лиге Югославии.
Играл за команды представляющие Черногорию в чемпионате Югославии — «Будучност (Титоград)» и «Сутьеска (Никшич)».
Был и белградский этап в карьере Джукановича. В 1987—1988 гг. Бранислав играл за белградский «Партизан», с которым становился чемпионом в сезоне 1986/87 и серебряным призёром в сезоне 1987/88.

## Тренерская карьера
Бранислав Джуканович досрочно завершил карьеру футболиста из-за травмы. В клубе ему предложили должность тренера. В «Будучности» Джуканович был тренером вратарей в юношеских командах и одно время ассистентом главного тренера.
В июле 2007 стал тренером вратарей молодёжной сборной Черногории.

### В России
В 2008 году новый тренер «Амкара» Миодраг Божович пригласил Джукановича в свой тренерский штаб. Бранислав был тренером вратарей всех российских команд, кроме московского «Локомотива», которые возглавлял Божович.
- 2008 «Амкар»
- 2009—2010 ФК «Москва»
- 2010—2011 «Динамо (Москва)»
- 2011—2012 «Амкар»
- 2012—2014 ФК «Ростов»